# Soccer mom
Soccer mom (dansk: fodboldmor) er en amerikansk betegnelse på hvide middelklassekvinder i forstæderne, som bruger meget tid på deres børn og deres aktiviteter, som f.eks. fodbold (amerikansk: soccer). 
Stereotypisk kører "soccer moms"  i en SUV og er hjemmegående.[kilde mangler]
"Soccer moms" bliver betragtet som en vigtig vælgergruppe for vinde præsidentvalget i USA.[kilde mangler] Mange hævder at præsident George W. Bush i 2000 sejrede over John Kerry på grund af sin appel til mødrene i 2000. 
I 2004 stod kampen på lignende vis om de såkaldte NASCAR-dads,[kilde mangler] som er fædre som går op i racerbiler. Det er en gruppe med lavt uddannede familiefædre uden at tilhørsforhold til noget parti (marginalvælger).[kilde mangler]

## Hockey mom
Begrebet hockey mom (dansk: hockeymor) er en variation af soccer mom. Ordet "hockey mom" er optaget af Dansk Sprognævn i år 2008. Ordet blev blandt andet brugt af Sarah Palin, vicepræsidentkandidaten for den republikanske præsidentkandidat John McCain under det amerikanske præsidentvalg i 2008.
| Familie | Spire Denne artikel om familie og parforhold er en spire som bør udbygges. Du er velkommen til at hjælpe Wikipedia ved at udvide den. |